# Lago Baslerweiher
O Lago Baslerweiher (literalmente "Lagoa de Basileia") é um lago artificial próximo a Seewen, cantão de Solothurn, Suíça. A barragem que lhe deu origem foi construída em 1870 para fornecer água a Basel.